# Skip Martin (Schauspieler)
Skip Martin, eigentlich Derek George Horowitz (* 28. März 1928 in London; † 4. November 1984 ebenda) war ein britischer Schauspieler.

## Leben
Skip Martin, der als Sohn eines Belarussen und einer Engländerin in London zur Welt kam, gab 1957 in dem von Otto Preminger inszenierten Historienfilm Die heilige Johanna sein Filmdebüt. Eine seiner besten Leistungen zeigte er in der Edgar-Allan-Poe-Verfilmung Satanas – Das Schloß der blutigen Bestie. Im deutschsprachigen Raum wurde der kleinwüchsige Mime vor allem durch die zweiteilige Nibelungen-Verfilmung von Harald Reinl bekannt, in der man ihm die Rolle des Alberich übertragen hatte. Später wirkte er in Horror-Steifen wie Circus der Vampire (1972) und Frankensteins Horror-Klinik (1973), sowie in einigen Fernsehserien mit. Um sich zwischen den Engagements finanziell über Wasser zu halten, war er auch als Tabakwarenhändler tätig.
Martin starb 1984 im Alter von 56 in seiner Heimatstadt London.

## Filmografie
- 1957: Die heilige Johanna (Saint Joan)
- 1958: Corridors of Blood
- 1961: Mit Schirm, Charme und Melone (The Avengers, Fernsehserie) – Folge 6: Das Girl auf dem Trapez
- 1961: Der rote Herzog (The Hellfire Club)
- 1964: Satanas – Das Schloß der blutigen Bestie (The Masque of the Red Death)
- 1966: Das Rätsel des silbernen Dreieck (Circus of Fear)
- 1966: The Sandwich Man
- 1966: Irrfahrt eines Weihnachtsbaumes (The Christmas Tree)
- 1966: Die Nibelungen, 1. Teil: Siegfried von Xanten
- 1967: Die Nibelungen, 2. Teil: Kriemhilds Rache
- 1967: Adam Adamant Lives! (Fernsehserie) – Folge 28: Wish You Were Here
- 1967: Ich bin wie ich bin – Das Mädchen aus der Carnaby Street (Col cuore in gola)
- 1969: Where's Jack?
- 1969: Canterbury Tales (Fernsehserie) – Folge 5: The Wife of Bath's Tale/The Clerk's Tale
- 1971: Shirley (Shirley's World, Fernsehserie) – Folge: Always Leave Them Laughing
- 1972: Circus der Vampire (Vampire Circus)
- 1973: Son of Dracula
- 1973: Frankensteins Horror-Klinik (Horror Hospital)
- 1975: The Goodies (Fernsehserie) – Folge 6, Staffel 5: Scatty Safari
- 1975: The Goodies (Fernsehserie) – Folge 11, Staffel 5: South Africa